# Pectinida
Пектиниды, Pectinida (лат.) — отряд крупных и средних морских двустворчатых моллюсков, известных как морские гребешки и их родственники. Считается, что они появились в середине ордовика, но и в наше время существует множество видов отряда.

## Систематика
В 2010 году Bieler, Картер и Coan предложили новую систему классификации двустворчатых:
- Надсемейство Anomioidea[англ.]
  - Семейство Anomiidae[англ.]
  - Семейство Placunidae[англ.]
- Надсемейство Plicatuloidea
  - Семейство Plicatulidae
- Надсемейство Dimyoidea
  - Семейство Dimyidae
- Надсемейство Pectinoidea
  - Семейство Entoliidae
  - Семейство Pectinidae
  - Семейство Propeamussiidae
  - Семейство Spondylidae